# Dorje Lhakpa
Dorje Lhakpa (6966 m) è una montagna nella regione del Langtang Himal in Nepal, vicino al confine con la regione Autonoma del Tibet.
Visibile anche dalla valle di Katmandu ha un'elegante figura piramidale ed è un target ideale per fotografi e alpinisti. Considerata da molti di difficoltà intermedia con la via più facile dalla cresta ovest. La sua salita è offerta da molte agenzie di trekking e alpinismo del Nepal.

## Storia delle ascensioni
Il primo tentativo di raggiungere la vetta è stato provato nella primavera 1964 da una spedizione inglese, composta da Anthony Ashley-Cooper, Ami Giroud (di nazionalità svizzera), Michel Darbellay (di nazionalità svizzera), Michel Rey (di nazionalità svizzera) e Sonam Girme Sherpa (di nazionalità nepalese). La spedizione non ha avuto successo ed è stata abbandonata a quota 6300 m a causa di nevicate abbondanti.
La prima ascensione, non ufficialmente riconosciuta, è stata raggiunta da Richard John "Dick" Isherwood (leader di un gruppo di quattro persone) e Geoffrey Cohen nell’autunno del 1979, scalando la cresta ovest.
La prima ascensione di successo, ufficialmente riconosciuta, è stata portata a termine nell’autunno del 1981 da una spedizione giapponese, composta da cinque giapponesi e quattro sherpa. Solo cinque membri della spedizione, capitanata da Kunio Kataoka, hanno raggiunto la cima dalla cresta ovest il 13 settembre (Kunio Kataoka, Kazunari Murakami, Makoto Anbe, Pemba Tshering Sherpa, Eiichi Shingyoji).
Nell'autunno 1986, una spedizione tedesco-nepalese guidata da Klaus Stark e composta da Mathias Rau, Helmut Müller, Bernd Mayer (medico), Thomas Oeser di T.A.K. (Turner-Alpen-Kränzchen), una sezione tedesca del DAV, club alpino tedesco, e i nepalesi Joint-Members Ang Pasang (Sirdar) e Pemba Tharke) raggiunsero la montagna dal Balephi Khola meridionale e tentarono di risalirla sulla cresta occidentale. L'11 luglio 1986, Helmut Müller e Bernd Mayer hanno raggiunto la vetta separatamente, Müller è stato costretto al bivacco durante la discesa.
Un altro tentativo è stato fatto da una spedizione italiana ADC89 guidata da Ezio Goggi e composta da sette persone, accompagnati da due nepalesi, nell'autunno del 1989, sempre dalla cresta ovest e approcciando da sud. La salita è stata interrotta dopo il campo 1 a circa 6100 m causa dell'instabilità della neve e del pericolo di valanghe sulla cresta.
Nell'inverno del 1991,  il 29 novembre, anche una spedizione sudcoreana ha raggiunto la cima risalendo dalla cresta ovest.
Nella primavera del 1992, Carlos Buhler ha concluso la salita in solitaria del Dorje Lhakpa facendo registrare così la prima ascensione americana. Buhler non intendeva inizialmente salire in solitaria. La scalata divenne un assolo della cresta ovest dopo che il partner di Carlos, Jon Aylward, si ammalò al campo base.
Un'altra spedizione di successo è stata portata a termine da una spedizione francese di 4 persone l'11 ottobre 2001.

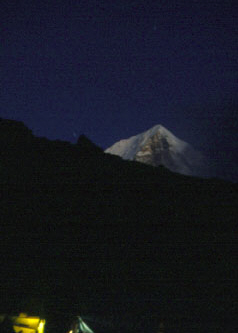
Vista notturna del Dorje Lhakpa dal campo base
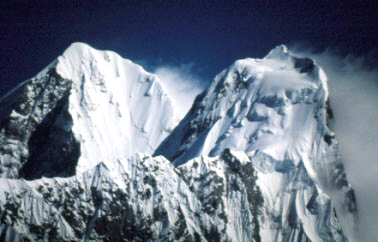
Nuvole sul Dorje Lhakpa